# Рошешуар (округ)
Округ Рошешуар (фр. Arrondissement de Rochechouart) — округ у Франції, в департаменті Верхня В'єнна. 2023 року округ об'єднував 30 муніципалітетів, населення становило 37 609 осіб.
Адміністративний центр (супрефектура) — Рошешуар.

## Муніципалітети
Список муніципалітетів округу та їхні коди INSEE:
1. Вер (87199)
2. Віде (87204)
3. Горр (87073)
4. Дурназак (87060)
5. Жаверда (87078)
6. Коньяк-ла-Форе (87046)
7. Кюссак (87054)
8. Ла-Шапель-Монбранде (87037)
9. Ле-Саль-Лавогюїон (87189)
10. Марваль (87092)
11. Мезонне-сюр-Тардуар (87091)
12. Орадур-сюр-Глан (87110)
13. Орадур-сюр-Вер (87111)
14. Пансоль (87115)
15. Рошешуар (87126)
16. Сая-сюр-В'єнн (87131)
17. Сен-Базі (87137)
18. Сен-Брис-сюр-В'єнн (87140)
19. Сен-Віктюрньян (87185)
20. Сен-Жуньян (87154)
21. Сен-Лоран-сюр-Горр (87158)
22. Сен-Мартен-де-Жуссак (87164)
23. Сен-Матьє (87168)
24. Сен-Сір (87141)
25. Сент-Марі-де-Во (87162)
26. Сент-Ован (87135)
27. Шампаньяк-ла-Рив'єр (87034)
28. Шамсак (87036)
29. Шаяк-сюр-В'єнн (87030)
30. Шероннак (87044)